# ST-506
O ST-506 foi o primeiro disco rígido de 5" 1/4. Apresentado em 1980 pela então denominada Shugart Technology (hoje Seagate Technology), tinha uma capacidade de 5 megabytes após formatação. O ST-412 (semelhante, mas muito mais caro) de 10 MB foi lançado em fins de 1981. Ambos usavam codificação MFM (já amplamente usada em unidades de disquete). Uma versão posterior do ST-412 usava RLL para um incremento de 50% na capacidade e taxa de transferência.
O ST-506 era interfaceado a um computador usando um controlador de disco. A interface do ST-506 era derivada da interface SA1000 da Shugart Associates a qual por sua vez era baseada na interface da unidade de disquetes tornando assim a fabricação de controladores de disco relativamente fácil.

## Pinagem do conector
Na tabela abaixo, "~" indica um sinal ativo baixo.
| GROUND         | 1  | 2  | ~HD SLCT 3    |
| GROUND         | 3  | 4  | ~HD SLCT 2    |
| GROUND         | 5  | 6  | ~WRITE GATE   |
| GROUND         | 7  | 8  | ~SEEK CMPLT   |
| GROUND         | 9  | 10 | ~TRACK 0      |
| GROUND         | 11 | 12 | ~WRITE FAULT  |
| GROUND         | 13 | 14 | ~HD SLCT 0    |
| Key (sem pino) | 15 | 16 | Não conectado |
| GROUND         | 17 | 18 | ~HD SLCT 1    |
| GROUND         | 19 | 20 | ~INDEX        |
| GROUND         | 21 | 22 | ~READY        |
| GROUND         | 23 | 24 | ~STEP         |
| GROUND         | 25 | 26 | ~DRV SLCT 0   |
| GROUND         | 27 | 28 | ~DRV SLCT 1   |
| GROUND         | 29 | 30 | Não conectado |
| GROUND         | 31 | 32 | Não conectado |
| GROUND         | 33 | 34 | ~DIRECTION IN |

| ~DRV SLCTD    | 1  | 2  | GROUND         |
| Não conectado | 3  | 4  | GROUND         |
| Não conectado | 5  | 6  | GROUND         |
| Não conectado | 7  | 8  | Key (sem pino) |
| Não conectado | 9  | 10 | Não conectado  |
| GROUND        | 11 | 12 | GROUND         |
| +MFM WRITE    | 13 | 14 | -MFM WRITE     |
| GROUND        | 15 | 16 | GROUND         |
| +MFM READ     | 17 | 18 | -MFM READ      |
| GROUND        | 19 | 20 | GROUND         |